# والتر ليتل
والتر ليتل هو سياسي كندي، ولد في 25 مارس 1877، وتوفي في 31 مايو 1961. حزبياً، نشط في الحزب الليبرالي الكندي. وقد انتخب عضو مجلس العموم الكندي.